# TP-2044
La TP-2044 és una carretera del Baix Penedès que discorre pels termes municipals del Vendrell, entre el seu nucli principal, la vila del Vendrell, i el poble de Sant Vicenç de Calders. La T correspon a la demarcació de Tarragona, tot i que actualment pertany a la Generalitat de Catalunya. La P indica que pertanyia a l'antiga xarxa de carreteres provincials.
Té l'origen a l'extrem meridional de la vila del Vendrell, en el costat de ponent del Club de Tennis. Des d'aquell lloc surt cap al sud-oest, al cap d'un quilòmetre i mig arriba a la cruïlla d'on surt cap al sud la carretera TV-2048, i acaba d'arribar en mig quilòmetre més a l'extrem nord-oest del petit nucli de Sant Vicenç de Calders, on entra pel Carrer de la Bassa. Acaba el seu recorregut a la Plaça de la Font.